# Kefersteinia pulchella
Kefersteinia pulchella är en orkidéart som beskrevs av Rudolf Schlechter. Kefersteinia pulchella ingår i släktet Kefersteinia och familjen orkidéer. Inga underarter finns listade i Catalogue of Life.